# Fysiologische veranderingen tijdens de zwangerschap

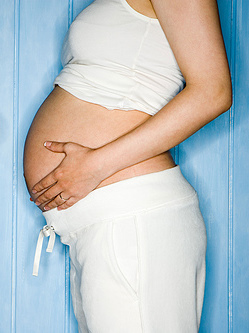
Lichaamshouding tijdens de zwangerschap

Onder de fysiologische veranderingen tijdens de zwangerschap verstaat men de fysiologische veranderingen van het lichaam van zwangere vrouwen. Dergelijke veranderingen treden niet alleen bij mensen op maar bij alle drachtige zoogdieren.
Beschreven worden de fysiologische veranderingen die de ontwikkeling van het embryo – en later de foetus – bevorderen. Ze betreffen hart en bloedvaten, bloed, stofwisseling, nieren, immuunsysteem, bewegingsapparaat en ademhalingsstelsel. Tot deze veranderingen behoren verhoging van het bloedsuikergehalte, een groter ademvolume (in- en uitgeademde lucht per minuut) en een groter hartminuutvolume (hoeveelheid rondgepompt bloed per minuut). Ook komt de melkproductie op gang. Veel van deze veranderingen worden aangestuurd door hormonen, die in het lichaam en de placenta geproduceerd worden tijdens de zwangerschap. De hormoonhuishouding ontwikkelt zich in de loop van de zwangerschap en is anders in elke van drie verschillende perioden (of trimesters) die meestal worden onderscheiden.

## Hormonale veranderingen
Er vinden bij zwangeren verschillende veranderingen plaats in het hormoonstelsel. De placenta produceert steroïdhormonen en eiwitten die de werking van verschillende hormoonklieren van de moeder veranderen. Soms kunnen de veranderingen in hormoonspiegels en het effect daarvan op de organen leiden tot zwangerschapsdiabetes en zwangerschapshypertensie. Vanaf de innesteling van een bevruchte eicel in de baarmoederwand gaat de syncytiotrofoblast, een weefsel dat ontstaat na innesteling van een bevruchte eicel in de baarmoederwand, humaan choriongonadotrofine hCG produceren.

### Placenta: oestrogeen, progesteron en HPL

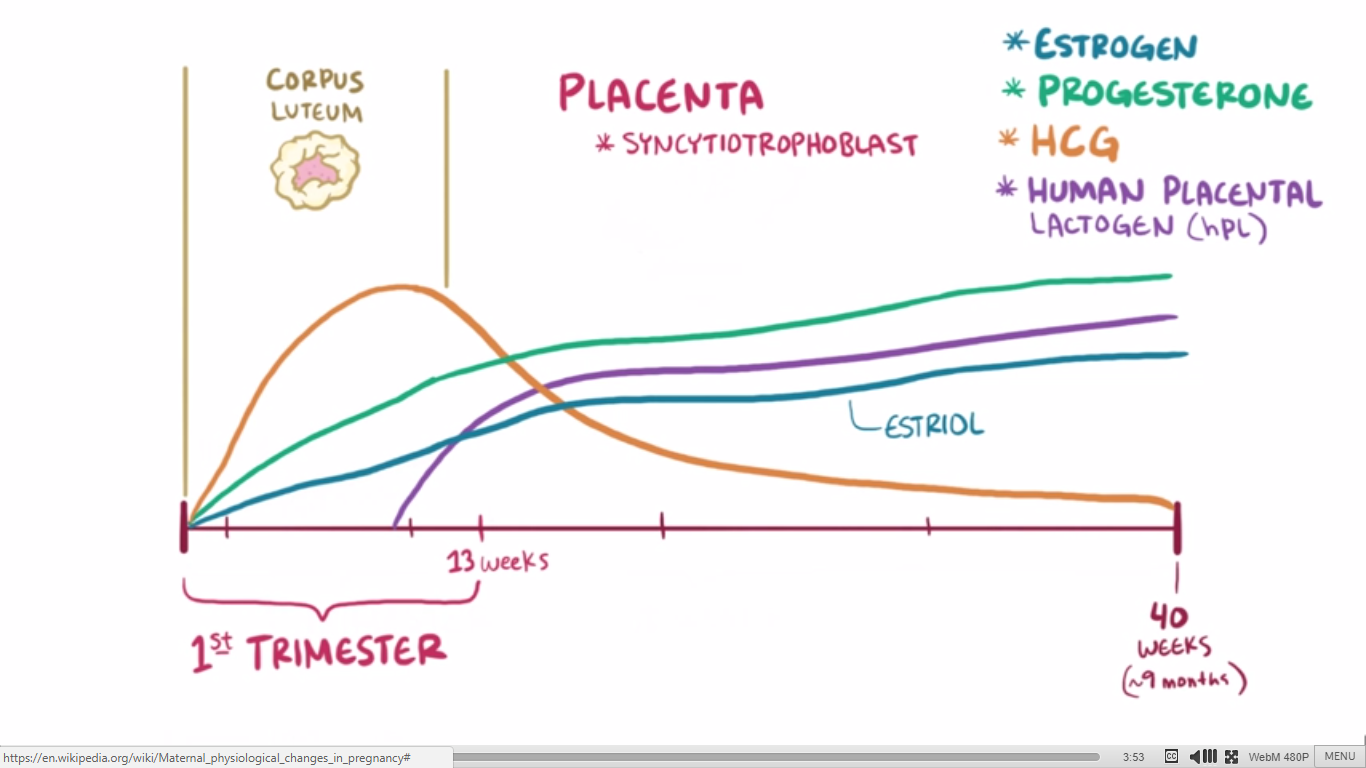
Grafiek van de oestrogeen- en progesteronspiegels, bèta-HCG-waarden gedurende de zwangerschap

De progesteron- en oestrogeenspiegels stijgen voortdurend tijdens de zwangerschap. Deze hormonen hebben een zodanig effect op de hypothalamus dat de menstruatiecyclus verdwijnt. Progesteron wordt eerst geproduceerd door het gele lichaam en vanaf 12 weken na de bevruchting door de placenta.
De placenta produceert ook humaan placentaal lactogeen (hPL), wat de vetverbranding en de vetzuurstofwisseling stimuleert. Hierdoor blijft er voldoende bloedglucose beschikbaar voor de foetus. Het kan er ook toe leiden dat de moeder minder gevoelig wordt voor insuline, wat kan leiden tot zwangerschapsdiabetes.

### Hypofyse
De hypofyse wordt 30% groter dan normaal door een toename van het aantal prolactinecellen als gevolg van de hoge oestrogeenspiegel. Ook de prolactinespiegel stijgt gedurende de hele zwangerschap. Prolactine brengt een verandering teweeg in de structuur van de melkklieren in de borst (van de klierepitheelcellen, alveolaire lumen en de lobulaire structuur), en stimuleert de melkproductie.

### Bijschildklieren
Het lichaam van de moeder heeft meer calcium nodig voor de skeletvorming van de foetus en later voor de melkproductie. Voor de vorming van het skelet van de baby is tot aan het eind van de zwangerschap in totaal ongeveer 30 gram calcium nodig. Als reactie op de toegenomen calciumbehoefte produceert het lichaam van de moeder meer parathyroïdhormoon. Hierdoor neemt het lichaam meer calcium op in zowel de ingewanden als de nieren. De calciumspiegel in het serum van de moeder neemt tijdens de zwangerschap af door hypoalbuminemie (een verlaagd gehalte van eiwitten in het bloed), maar de concentratie geïoniseerd calcium in het bloed blijft gelijk.

### Bijnieren
Na ongeveer 6 maanden van de zwangerschap is de cortisolspiegel in het lichaam drie keer hoger dan normaal. De verhoogde oestrogeenspiegel tijdens de zwangerschap leidt tot een toename van de productie van corticosteroïdbindende globulinen, en als een reactie daarop produceren de bijnieren meer cortisol. Het effect is een toename van vrij cortisol. Dit leidt tot een verminderde gevoeligheid voor insuline en mogelijk ook tot striae. De hoge cortisolspiegel leidt niet tot het syndroom van Cushing of andere symptomen van een te hoge cortisolspiegel, mogelijk omdat de hoge progesteronspiegel als een antagonist werkt en het effect van cortisol dempt.
De bijnier produceert meer aldosteron, wat leidt tot acht keer zo hoge waardes als normaal. Zwangere vrouwen vertonen daarbij geen symptomen van een te hoog aldosterongehalte zoals hypokaliëmie, hypernatriëmie of een hoge bloeddruk.
De bijnieren produceren ook meer androgenen, zoals testosteron, maar dit wordt opgevangen door sexhormoonbindend globuline (SHBG), dat onder invloed van oestrogeen is verhoogd. SHBG bindt testosteron en in mindere mate ook DHEA.

### Schildklier
De schildklier wordt groter en is tijdens het eerste trimester makkelijker te voelen dan normaal. Dit komt doordat tijdens de zwangerschap de klaring (bloedzuivering) door de nieren versneld plaatsvindt, waardoor meer jodium wordt uitgescheiden. Hierdoor ontstaat er een jodiumgebrek waardoor de schildklier groter wordt.

### Hormoontest bij zwangeren
Er zijn een aantal testen in gebruik waarmee de aanwezigheid van hormonen gedurende de zwangerschap bepaald kan worden.
| Hormoon                | Test                   | Resultaat |
| ---------------------- | ---------------------- | --- |
| FSH, LH                | GnRH-test              | Stijging treedt niet op vanaf het derde trimester tot een aantal weken post partum                                  |
| Groeihormoon           | Insulinetolerantietest | De reactie neemt toe in de eerste helft van de zwangerschap en normaliseert daarna tot een aantal weken post partum |
| TSH                    | TRH-test               | Reactie ongewijzigd                                                                                                 |
| Pancreatische insuline | glucosetolerantietest  | De piekglucose neemt toe, en de glucosewaarde blijft langer verhoogd                                                |
| Cortisol               | ACTH-test              | Verhoogde cortisol- en aldosteronreacties                                                                           |
|                        | Metyrapontest          | Verminderde reactie                                                                                                 |
| Mineralocorticoïden    | ACTH-test              | Deoxycorticosteronspiegel blijft gelijk                                                                             |
|                        | Dexamethasontest       | Deoxycorticosteronspiegel blijft gelijk                                                                             |

## Borstontwikkeling- en voeding
Oestrogenen en progesteron zorgen voor de ontwikkeling van de melkklieren. In de borsten ontwikkelen zich cellen die zorgen voor productie van melk en cellen die door samentrekking zorgen voor de melkafgifte uit de borst. Deze samentrekking gebeurt onder invloed van verschillende hormonen, waaronder prolactine. De productie van moedermelk is al halverwege de zwangerschap mogelijk. Gedurende de zwangerschap groeien de borsten gewoonlijk 1 tot 2 cupmaten. Kort na de bevalling komt de melkproductie geleidelijk op gang, eerst in de vorm van colostrum, de dikke eiwitrijke vorm van moedermelk, vervolgens als de gewone moedermelk. Bij de borstvoeding zwellen de borsten op en kunnen dan pijnlijk, bobbelig en zwaar aanvoelen, ook wel stuwing genoemd. Tijdens deze periode groeien de borsten gewoonlijk weer om na 8 tot 12 weken geleidelijk kleiner te worden. Voor de instandhouding van de melkproductie is nodig dat er periodiek uit de borst gedronken wordt. De hormoonspiegel van met name prolactine daalt na de bevalling tot ongeveer het niveau van voor de zwangerschap. Als er geen borstvoeding wordt gegeven verloopt dit proces in 2-3 weken en valt de melkproductie stil, maar is er wel borstvoeding dan duurt dit veel langer. De stimulatie van de tepels en een hoge voedingsfrequentie leidt tot verhoogde prolactinespiegels.
Borstvoeding kan er toe bijdrage dat borsten gaan hangen (ptosis) en slapper worden. Er zijn echter ook andere belangrijke factoren die leiden tot hangende borsten zoals rookgewoontes, de BMI, het aantal zwangerschappen, de borstgrootte voor de zwangerschap en de leeftijd van de betreffende vrouw.

## Hart en bloedvaten
Er wordt meer van het hart gevraagd tijdens de zwangerschap, en het hart past zich hier op vele manieren op aan. Het hartminuutvolume neemt tijdens het begin van de zwangerschap toe en is het grootst tijdens het derde trimester (30 tot 50% groter dan normaal). Door het oestrogeen neemt het totale volume aan bloed toe met 40-50%, wat leidt tot een hoger slagvolume van het hart en daardoor een groter hartminuutvolume. De hartslagfrequentie neemt ook toe, maar wordt over het algemeen niet hoger dan 100 slagen per minuut. De systemische vaatweerstand neemt af met 20% door het bloedvatverwijdende effect van progesteron. De systolische en diastolische bloeddruk dalen tijdens het eerste trimester met 10-15 mmHg en worden tijdens de tweede helft van de zwangerschap weer normaal. Al deze veranderingen aan hart en bloedvaten kunnen leiden tot veelvoorkomende klachten als hartkloppingen, een afgenomen inspanningsvermogen en duizeligheid.
De vergrote baarmoeder knijpt de onderste holle ader in de loop van de zwangerschap steeds verder dicht. Na twintig weken is deze ader zo ver dichtgedrukt dat er veel minder bloed naar het hart terugstroomt. Daardoor kunnen hoogzwangeren last krijgen van een lage bloeddruk als ze op hun rug liggen of lang staan.

## Het bloed

### Bloedvolume en hemoglobineconcentratie
Tijdens de zwangerschap neemt het volume van het bloedplasma toe met 40 tot 50% maar het volume rode bloedcellen slechts met 20 tot 30%. Deze veranderingen vinden meestal plaats in het tweede trimester en voor de 32ste week van de zwangerschap. Doordat het plasmavolume meer toeneemt dan het volume rode bloedcellen (en dus het hemoglobinegehalte) wordt het bloed verdund. De hoeveelheid erytropoëtine, een hormoon dat de productie van rode bloedcellen stimuleert, neemt tijdens de zwangerschap toe tot anderhalf keer de normale waarde aan het eind van de zwangerschap. De lichte daling van het hematocriet of aandeel rode bloedcellen is het grootst aan het eind van het tweede trimester en herstelt geleidelijk tegen het eind van de zwangerschap.

### Hoeveelheid witte bloedcellen en bloedplaatjes
Het effect van zwangerschap op de hoeveelheid bloedplaatjes is niet duidelijk, sommige onderzoeken laten een lichte daling zien en volgens andere onderzoeken is er geen verandering waarneembaar. Het aantal witte bloedcellen neemt toe en soms worden er myelocyten of metamyelocyten, beide voorlopers van een bepaald soort witte bloedcellen, de granulocyt, waargenomen in het bloed. Tijdens de bevalling stijgt het aantal witte bloedcellen.

### Trombofilie (verhoogde stollingsneiging)
Het bloed van een zwangere heeft ook een hogere stollingsneiging, waardoor het risico op het vormen van bloedstolsels en embolieën toeneemt, die bijvoorbeeld diepe adertrombose en longembolieën kunnen veroorzaken. De kans op een trombose is tijdens de zwangerschap en na de bevalling 4 tot 5 keer zo groot. Het effect van de verhoogde stolling is dat bloedingen worden voorkomen in geval van een miskraam of tijdens de bevalling. In derdewereldlanden zijn bloedingen nog altijd de belangrijkste doodsoorzaak van zwangere vrouwen. In Amerika werd sterfte bij zwangeren in 11,4% van de gevallen veroorzaakt door een bloeding en in 9,2% van de gevallen door een longembolie (2011-2013).
Het toegenomen risico op het vormen van stolsels kan verschillende oorzaken hebben. De waarden van stollingsfactoren nemen toe tijdens de zwangerschap, met name de vonwillebrandfactor, fibrinogeen, factor VII, factor VIII en factor X. Zowel de productie van prostacycline (een stof die de bloedstolling afremt) als tromboxaan (een stof die de bloedvaten vernauwt en de bloedstolling bevordert) is verhoogd, maar over het algemeen is de reactiviteit van de trombocyten verhoogd, waardoor stolsels makkelijker kunnen ontstaan. Ook wordt de bloedcirculatie bemoeilijkt doordat de groter wordende baarmoeder op de holle ader drukt. Hiernaast zijn er nog vele andere factoren die het risico op stolsels verhogen zoals basale trombofilie, het ondergaan van een keizersnee, zwangerschapsvergiftiging, enzovoorts. Stolsels vormen zich vaak in de aders van het linkerbeen of de linkerheup. Er zijn gevallen bekend van het syndroom van May-Thurner bij zwangeren, waarbij de rechter gemeenschappelijke heupslagader op de linker drukte.

### Oedeem
Oedeem (toename van vocht in weefsel) in de voeten komt vaak voor tijdens zwangerschap. Dit wordt veroorzaakt doordat de baarmoeder op het aderstelsel en het lymfestelsel drukt, wat de terugstroming vanuit de voeten naar het lichaam bemoeilijkt.

## Stofwisseling
Tijdens de zwangerschap veranderen de eiwitstofwisseling en de koolhydratenstofwisseling. Er wordt een kilo extra eiwitten opgenomen, waarvan de helft wordt gebruikt door de foetus en de placenta en de andere helft wordt gebruikt voor de opbouw van contractiele eiwitten, borstklierweefsel, plasmaproteïnen en hemoglobinen. De veranderingen worden veroorzaakt door steroïdhormonen (bijvoorbeeld cortisol) en het hormoon lactogeen.
Als de moeder insulineresistentie ontwikkelt, kan ze zwangerschapsdiabetes krijgen. Een verhoogd levermetabolisme komt ook voor. Dit houdt in dat de gluconeogenese toeneemt om de bloedsuikerspiegel van de moeder te verhogen.

### Lichaamsgewicht
Tijdens de zwangerschap neemt het gewicht van de moeder toe. De gewichtstoename komt tot stand door: de groei van de baarmoeder en de baby, het vruchtwater, de toename van lichaamsvet en het vasthouden van vocht. De gewichtstoename ligt tussen de 2,3 en 45 kilogram. In Amerika ligt volgens dokters de wenselijke gewichtstoename tussen de 11 en 16 kilogram. Bij vrouwen met overgewicht zou de toename liefst kleiner moeten zijn. Bij vrouwen met ondergewicht is een grotere toename wenselijk, eventueel tot 18 kilogram.

### Voeding
Zwangere vrouwen hebben 300 extra kilocalorieën per dag en 70 tot 75 gram extra eiwitten per dag nodig. Aanbevolen wordt om dagelijks 0,4 tot 0,8 milligram foliumzuur (vitamine B11) te slikken, liefst vanaf vier weken voor de bevruchting. Dit is belangrijk om neuralebuisdefecten te voorkomen. Aan alle toekomstige moeders wordt geadviseerd om vitamines in te nemen voor de zwangerschap om de toegenomen behoefte tijdens de zwangerschap te compenseren. Omega 3-vetzuren zijn goed voor de geestelijke ontwikkeling en voor de ontwikkeling van de ogen van kinderen. Bij zoogdieren werd gezien dat het toedienen van cholinesupplementen een levenslang effect heeft op de geestelijke ontwikkeling.

## Het urogenitale stelsel
Onder invloed van progesteron ondergaat het urogenitale stelsel veel veranderingen. De nieren en de urineleiders worden groter doordat het bloedvolume toeneemt en het vaatstelsel groter wordt. Door de toegenomen druk op de nieren kan nierstuwing ontstaan of stuwing in de urineleiders. Progesteron werkt vaatverwijdend, waardoor er meer bloed naar de nieren stroomt. Hierdoor neemt de glomerulaire filtratiesnelheid (GFR) toe met 50%; 20 weken na de bevalling is die weer normaal. Door de toegenomen GFR kunnen eiwitten en glucose sneller worden uitgescheiden en wordt er meer urine geproduceerd, zodat de vrouw vaker moet plassen. Door progesteron neemt ook de beweeglijkheid van de urineleiders af, waardoor hierin makkelijker urine kan blijven staan en de kans op ontstekingen toeneemt. Tijdens de zwangerschap verandert ook de microbiele samenstelling in de vagina.

## Maag-darmstelsel
Door de hormonale veranderingen en doordat de baarmoeder groeit, worden de ingewanden en de maag omhoog geduwd. Deze veranderen niet van formaat, maar de poortader wordt groter door het toegenomen bloedvolume.
Het maag-darmstelsel verandert vooral door de hogere progesteron- en oestrogeenspiegels. Door progesteron ontspant het gladde spierweefsel van het maag-darmkanaal zich, wat leidt tot een tragere peristaltiek en een lagere spierspanning van de onderste slokdarmsluitspier. Door die combinatie komt het terugvloeien van maaginhoud naar de slokdarm veel voor bij zwangerschap. Door het hoge progesterongehalte trekt ook de galblaas minder sterk samen, waardoor er meer kans is op galstenen. Ook de verhoogde oestrogeenspiegel draagt daaraan bij. Die verhoogt het cholesterolgehalte in het gal, zodat galstenen makkelijker ontstaan. Tevens is er kans op zwangerschapscholestase.
Zwangerschapsmisselijkheid, ook wel ochtendziekte genoemd, is de meest voorkomende spijsverteringsklacht bij zwangeren. Deze begint gewoonlijk tussen de 4 en 8 weken na het begin van de zwangerschap, en neemt weer af in de peridoe tussen de 14 en 16 weken. De precieze oorzaak van de misselijkheid is niet bekend, maar wordt in verband gebracht met de stijgende hormoonspiegels van humaan choriongonadotrofine en progesteron, waardoor het gladde spierweefsel van de maag zich ontspant. Hyperemesis gravidarum is hevige, aanhoudende misselijkheid en overgeven tijdens de zwangerschap, wat kan leiden tot een tekort aan voedingsstoffen en verstoring van de elektrolytenbalans. Het behoort tot de belangrijkste oorzaken van ziekenhuisopnames in het eerste trimester van de zwangerschap.
Een andere veelvoorkomende spijsverteringsklacht tijdens de zwangerschap is constipatie ('verstopping'). Dit wordt in verband gebracht met het feit dat er minder ruimte overblijft voor de dikke darm doordat de baarmoeder groter wordt. Er wordt aangenomen dat het te maken heeft met verminderde beweeglijkheid van het hele maag-darmstelsel en met het feit dat er tijdens de zwangerschap meer vocht wordt opgenomen door de darmen.
Een hunkering naar bepaalde voedingsmiddelen en een weerzin tegen bepaalde geuren komen vaak voor bij zwangerschap. De precieze werking van het mechanisme achter deze symptomen is niet bekend. Er wordt wel gedacht dat de hunkering wortelt in de gedachte dat sommige voedingsmiddelen misselijkheid tegengaan. Pica (de zucht naar het consumeren van ongebruikelijke of niet-eetbare dingen zoals klei of ijs) komt ook voor als zwangerschapskwaal.
Nog twee veelvoorkomende zwangerschapskwalen die met het spijsverteringskanaal te maken hebben zijn aambeien en aandoeningen aan het tandvlees. Aambeien worden veroorzaakt door constipatie en verstopte aderen, die beide vaak voorkomen tijdens de zwangerschap. De tandvleesproblemen worden in verband gebracht met het zachter worden van het tandvlees en met oedeem (zwelling door toename van vocht in weefsel), die eveneens vrij algemeen zijn tijdens de zwangerschap.

## Immunotolerantie
De foetus van een zwangere vrouw kan gezien worden als een zeer goed geslaagde bijzondere vorm van transplantatie van weefsel van een niet genetisch zelfde persoon, omdat deze deels ander genetisch materiaal heeft dan de moeder. Zo kunnen veel gevallen van spontane abortus begrepen worden als het afstoten door de moeder van afwijkend weefsel.

## Het steun- en bewegingsapparaat
Het lichaam moet zich tijdens de zwangerschap aanpassen aan de grote anatomische, fysiologische en hormonale veranderingen die het lichaam ondergaat. Het lichaam past zich aan door een verandering in de voortbeweging en de houding. De lichamelijke veranderingen kunnen klachten veroorzaken aan het steun- en bewegingsapparaat. Musculoskeletale klachten die voorkomen, zijn bijvoorbeeld lage rugpijn, krampen in de benen en pijn in de heupen. Zwangere vrouwen vallen net zo vaak (27%) als vrouwen van ouder dan 70 jaar (28%). Het vaakst (in 64% van de gevallen) vallen de vrouwen tijdens het tweede trimester van de zwangerschap. Twee derde van de valpartijen wordt in verband gebracht met lopen op een gladde vloer, haast of het dragen van een zwaar voorwerp. De exacte reden waarom de vrouwen meer vallen is niet bekend, maar de veranderingen in lichaamshouding, evenwicht en voortbeweging hebben er mee te maken.
De lichaamshouding verandert naarmate de zwangerschap vordert. Het bekken kantelt en de rug kromt zich om het evenwicht te bewaren. Doordat de buikspieren worden uitgerekt naarmate de baby groeit, ontstaat er een minder gunstige lichaamshouding. De buikspieren kunnen namelijk minder goed samentrekken om de lage rug in de juiste positie te houden. De manier van bewegen van een zwangere vrouw verandert tijdens de zwangerschap: ze neemt grotere stappen door de gewichtstoename en de veranderde lichaamshouding. Gemiddeld groeien de voeten van zwangeren een halve schoenmaat tijdens de zwangerschap. Door deze gewichtstoename en door vochtophoping worden de voeten van de vrouw platter en daardoor ook langer en breder. Door de hogere oestrogeen- en relaxinespiegels veranderen de weke delen, het kraakbeen en het bindweefsel. Sommige gewrichten, zoals het schaambeengewricht en de bekkengewrichten, worden soepeler.
Door het toegenomen lichaamsgewicht verandert het zwaartepunt van de zwangere vrouw. Om het evenwicht te kunnen behouden moet deze haar lichaamshouding aanpassen.

### Holle rug (Lumbalelordose)
Naarmate de baby groeit, zijn zwangere vrouwen geneigd hun onderrug te krommen, met name de lendenwervelkolom, om stabiliteit en balans te bewaren. Dit heet lumbale lordose (holle rug). Door deze houding komt het zwaartepunt weer centraal te liggen en hoeven de heupen minder te kantelen. Volgens onderzoek van Whitcome c.s. neemt de buigingshoek van de onderrug toe van 32° voor of tijdens de vroege zwangerschap tot 50° in het laatste stadium van de zwangerschap. Na de bevalling verdwijnt de kromming van de onderrug en kan deze weer in dezelfde stand komen als voor de zwangerschap. De holle rug corrigeert de stand van de heupen, maar helaas vergroot het ook de belasting van de ruggengraat, wat de oorzaak zou kunnen zijn voor de lage rugpijn die zwangere vrouwen vaak ervaren.

### Skeletverschillen tussen mannen en vrouwen
De vrouwelijke lendenwervels kennen een unieke anatomie. Deze maken het beter mogelijk baby's te dragen en wijken af van die van mannen. Zowel mannen als vrouwen hebben vijf lendenwervels, maar bij vrouwen zijn de laagste drie wervels naar de rug toe gebogen en bij mannen alleen de laagste twee. Als vrouwen hun onderrug hol maken tijdens de zwangerschap, zorgt deze derde naar de rug toegebogen wervel voor minder trekkracht. Dit verschil in vorm bij mannen en vrouwen suggereert dat natuurlijke selectie een grote rol heeft gespeeld bij het verbeteren van de houding en voortbeweging tijdens de zwangerschap.

### Stabiliteit en lopen
Vrouwen hebben tijdens de zwangerschap een minder goed evenwichtsgevoel dan anders, blijkens een verminderde beweeglijkheid. Deels is dit echt zo, deels voelt het zo.
Dit probleem neemt toe naarmate de zwangerschap vordert en verdwijnt na de bevalling. Om dit verminderde evenwichtsgevoel (werkelijk en gevoelsmatig) te compenseren, staan vrouwen tijdens de zwangerschap met de voeten verder uit elkaar.
Uit onderzoek van McCrory c.s. blijkt de verstoring van het evenwicht is in het derde trimester minder sterk is dan in het tweede trimester van de zwangerschap. Dit heeft met biomechanische veranderingen te maken. Dit is mogelijk een verklaring voor het feit dat vrouwen in het tweede trimester van de zwangerschap vaker vallen.
De reactietijd van vrouwen op verstoringen van het evenwicht is niet duidelijk anders dan bij niet-zwangeren. Dit duidt op de aanwezigheid van een mechanisme om de stabiliteit te bewaren dat vrouwen helpt om zich aan te passen aan de veranderingen tijdens de zwangerschap.
De manier van lopen bij zwangeren wordt vaak beschreven als waggelen: een voorwaartse gang met een zijwaartse slingerbeweging. Toch heeft onderzoek aangetoond dat de voorwaartse beweging niet verandert tijdens de zwangerschap. Er is vastgesteld dat de snelheid, de stapgrootte en het stapritme niet veranderen. Toch zijn er veranderingen die mogelijk verklaren hoe de voorwaartse beweging hetzelfde blijft ondanks het toegenomen lichaamsgewicht. Daarbij gaat het om een intensiever gebruik van spieren van de heupen en de enkels. De manier waarop vrouwen zich vaak aan deze veranderingen aanpassen, leidt vaak tot letsel aan spieren en/of botten. Hoewel het idee dat zwangeren waggelen niet helemaal ontkend kan worden, suggereren deze bevindingen dat oefeningen doen en trainen zouden kunnen helpen om dit soort letsel tegen te gaan.

## De ademhaling
Er zijn vele fysiologische veranderingen die zich voordoen tijdens de zwangerschap die de ademhaling en het ademhalingsstelsel beïnvloeden. Progesteron heeft een duidelijk effect op de fysiologie van de ademhaling: het doet het ademminuutvolume in het eerste trimester met 40% toenemen (het ademminuutvolume is de hoeveelheid lucht die in een minuut wordt in- en uitgeademd). Dit gebeurt alleen doordat de ademhaling dieper wordt, aangezien de ademfrequentie niet toeneemt. Hierdoor neemt het koolstofdioxidegehalte in het bloed af en wordt het bloed basischer (de pH van het bloed neemt toe). Ter compensatie voor deze verandering in de pH scheiden de nieren meer bicarbonaat af. Het effect van de daling van de concentraties van zowel koolstofdioxide als bicarbonaat is een algemene stijging van de pH van het bloed (7,44 vergelijken met 7,4 in niet-zwangere toestand). Als bij een zwangere een arterieel bloedgasmonster zou worden afgenomen, zou er respiratoire verhoging van de zuurgraad vastgesteld worden (door een afname van koolstofdioxide die bewerkstelligd wordt in de longen) en, als compensatie daarvoor, een metabole verlaging van de zuurgraad (door een toename van bicarbonaat bewerkstelligd door de nieren).
Doordat de baby en de baarmoeder steeds groter worden, wordt het middenrif steeds meer omhooggeduwd. Hierdoor is er minder ruimte voor de longen om uit te zetten in de borstholte, wat leidt tot een afname van het expiratoire reservelongvolume en het residuele volume. Dit leidt uiteindelijk tot 20% afname van de functionele reservelongcapaciteit in de loop van de zwangerschap.
Het zuurstofverbruik neemt tijdens de zwangerschap 20% tot 40% toe door de groeiende foetus, de placenta en de het verhoogde metabolisme van de organen van de moeder. Deze toegenomen behoefte aan zuurstof in combinatie met een afgenomen longcapaciteit kan ertoe leiden dat bij zwangeren met astma, longontsteking of andere luchtwegaandoeningen de aandoening verergert.